# Onthophagus pedester
Onthophagus pedester es una especie de insecto del género Onthophagus, familia Scarabaeidae, orden Coleoptera.

Fue descrita científicamente por Howden & Génier en 2004.